# The White Cliffs of Dover
The White Cliffs of Dover is een Amerikaanse film in zwart-wit uit 1944 onder regie van Clarence Brown. De film is gebaseerd op het gedicht The White Cliffs van Alice Duer Miller.

## Plot
De film begint in de Tweede Wereldoorlog. Susan Dunn is een vrouw die werkt voor het Rode Kruis. Tijdens de afwezigheid van haar zoon John, die vecht aan het front, kijkt ze terug op haar leven tijdens de Eerste Wereldoorlog. In 1914 gaat de Amerikaanse Susan met haar vader Hiram, een verslaggever, op vakantie naar Londen. Op haar laatste dag wordt ze uitgenodigd om een bal van een hertog en hertogin bij te wonen. Daar ontmoet ze John Ashwood, een adellijke man die zich onmiddellijk aangetrokken voelt tot Susan. Ze brengen een romantische avond door en nemen vervolgens op emotionele wijze afscheid van elkaar.
John wil niet dat Susan uit haar leven verdwijnt en nodigt haar uit om in te trekken in zijn moeders landhuis. Hoewel ze met open armen wordt ontvangen, zien haar familieleden John liever met Helen Hampton, een oude vlam. Hij negeert de suggesties van de familie om zijn relatie met Susan te breken en doet haar een huwelijksaanzoek. Susan is hierdoor verrast en geeft daarom geen direct antwoord. Haar twijfel wordt groter als haar vader haar een telegram stuurt, waarin hij haar smeekt terug te keren naar de Verenigde Staten. Op het moment dat ze hoort dat John zich negatief uitlaat over Amerikanen, pakt ze haar spullen met de bedoeling te vertrekken.
Vlak voordat ze aan boord van een schip stapt, die Amerika als bestemming heeft, verontschuldigt John zich en doet hij nog een huwelijksaanzoek. Susan accepteert en niet veel later trouwen ze. Vlak hierna breekt de Eerste Wereldoorlog uit. John meldt zich aan bij het leger en ziet zijn vrouw drie jaar lang niet. Hierna volgt een emotionele reünie, waarna ze opnieuw een jaar van elkaar gescheiden leven. Susan woont intussen in Londen en is onlangs bevallen van een zoon. Enkele dagen voordat de vrede wordt aangekondigd, wordt John doodgeschoten. Als ze dit hoort kan ze niet meer bijkomen van verdriet, totdat zijn moeder haar verzekert dat hij zijn leven opgaf zodat zijn zoon een vredige toekomst zou hebben.
De film stapt vervolgens over naar het begin van de Tweede Wereldoorlog. Susan en haar inmiddels volwassen zoon John staan op het punt te verhuizen naar Amerika. John wil het land echter niet verlaten en staat erop dat hij zich meldt bij het leger. Ze geeft hem haar zegen en besluit ook om Engeland niet te verlaten. Ze krijgt een baan in een ziekenhuis waar gewonde soldaten worden opgevangen en ontvangt op een dag de zwaargewonde John. Vlak voor zijn dood verzekert Susan hem dat zijn overlijden niet voor niets is geweest, omdat hij zijn vaderland heeft gediend.

## Rolbezetting
| Acteur           | Personage                    | Opmerkingen    |
| ---------------- | ---------------------------- | -------------- |
| Irene Dunne      | Susan Ashwood-Dunn           |                |
| Alan Marshall    | Sir John Ashwood             |                |
| Roddy McDowall   | John Ashwood II als kind     |                |
| Frank Morgan     | Hiram Porter Dunn            |                |
| Van Johnson      | Sam Bennett                  |                |
| C. Aubrey Smith  | Kolonel Walter Forsythe      |                |
| Dame May Whitty  | Nanny                        |                |
| Gladys Cooper    | Lady Jean Ashwood            |                |
| Peter Lawford    | John Ashwood II als jongeman |                |
| John Warburton   | Reggie Ashwood               |                |
| Jill Esmond      | Rosamund                     |                |
| Brenda Forbes    | Gwennie                      |                |
| Norma Varden     | Mevrouw Bland                |                |
| Molly Lamont     | Helen Hampton                | Ongenoemde rol |
| June Lockhart    | Betsy Kenney als 18-jarige   | Ongenoemde rol |
| Elizabeth Taylor | Betsy Kenney als 10-jarige   | Ongenoemde rol |
| Doris Lloyd      | Vrouw bij kostschool         | Ongenoemde rol |

## Achtergrond
The White Cliffs of Dover was, net zoals Mrs. Parkington, een bekende oorlogsfilm voor vrouwen uit 1944. De film is gebaseerd op het gedicht The White Cliffs, dat in 1942 zeer bekend werd na een voordrage ervan op de radio door actrice Lynn Fontaine. Al in 1940 werden pogingen gemaakt om het gedicht te verfilmen, met Ronald Colman en Bette Davis in de hoofdrollen. Het kwam niet tot stand.
In juni 1942 werd aangekondigd dat regisseur Clarence Brown de rechten van het gedicht had gekocht. Aanvankelijk wilde hij de film op locatie opnemen, met Engelse acteurs in de hoofdrollen. United Artists zou de film uitbrengen. Uiteindelijk sloot hij een contract met Metro-Goldwyn-Mayer, een studio die de film wilde financieren en distribueren op voorwaarde dat de film in Amerika werd gemaakt, met Amerikaanse acteurs. In het najaar van 1942 zocht hij voor nieuwkomers voor de hoofdrollen, maar uiteindelijk gingen die naar Irene Dunne en Alan Marshal.
Dunne maakte de film tijdens een pauze van de opnamen van A Guy Named Joe (1943), veroorzaakt door een ongeluk van tegenspeler Van Johnson. Dunne zorgde er persoonlijk voor dat Johnson een kleine rol kon spelen in The White Cliffs of Dover. Na de première werd de film een groot succes. Het werd door critici ook wel de Mrs. Miniver (1942) genoemd die in zowel Amerika als Engeland veel geld opbracht. Hij stond op de tiende plek van de lijst van de meest profiterende films van 1944. Het bracht wereldwijd $6.294.000 op, tegen een budget van $2.342.000.
Ook de pers was enthousiast over de film. Critici spraken voornamelijk lovend over de Engelse sfeer. Uiteindelijk werd de film genomineerd voor een Oscar.

## Prijzen en nominaties
| Jaar | Prijs          | Categorie            | Genomineerde(n)  | Uitslag     |
| ---- | -------------- | -------------------- | ---------------- | ----------- |
| 1945 | Academy Awards | Beste Cinematografie | George J. Folsey | Genomineerd |